# クリアリー・ラヴ
『クリアリー・ラヴ』(Clearly Love) は、1975年9月に発表された、オリヴィア・ニュートン＝ジョンの6枚目のスタジオ・アルバム。

## 商業的成功
このアルバムは、アメリカ合衆国においてゴールドディスクに認定され、アルバムからの2枚のシングルはいずれもカントリーのチャートでヒット曲となり、「秋風のバラード (Something Better to Do)」は19位、ナッシュビルのソングライターであるリンダ・ハーグローヴが書いた「レット・イット・シャイン (Let It Shine)」は5位まで上昇した。また、『クリアリー・ラヴ』は日本でも好調な売り上げを示し、オリオンアルバムチャートで3位となり、110,450枚を売り上げた。

## シングル
このアルバムからは、1940年代風のレトロなサウンドで作られた「秋風のバラード」と、カントリー曲の「レット・イット・シャイン」（B面は「兄弟の誓い (He Ain't Heavy, He's My Brother)」のカバー）の2枚が、シングルとしてリリースされた。後者は、カントリー専門のラジオ局で人気を博し、カントリー・チャートで10位まで上昇した。いずれのシングルも、アメリカ合衆国でアダルト・コンテンポラリーのチャートで1位に達したが、総合チャートである Billboard Hot 100 では、それぞれ13位と30位にとどまり、合衆国のトップ40・ラジオにおけるオリヴィア・ニュートン＝ジョンの人気の後退の兆しであったが、その後、彼女はミュージカルを映画化した1978年の映画『グリース』に主演して、人気を復活させることになった。

## 評価
| 専門評論家によるレビュー | 専門評論家によるレビュー |
| レビュー・スコア         | レビュー・スコア         |
| 出典                     | 評価                     |
| ------------------------ | ------------------------ |
| Allmusic                 | [ 2 ]                    |

『ビルボード』誌は、このアルバムを称賛し、「真のポップのスーパースターが出した作品集であり、従来よりも少し開かれた姿勢で、より多様なタイプの音楽を試みている。いつも通りのオリヴィアらしい息を呑むバラードに加え、カントリー風の曲もある。... 歌手としてのニュートン＝ジョンは進化を続けており、より多様な楽曲からの選択も賢明である。いつも通り、ジョン・ファーラーの素晴らしいプロデュースをしている。このLPは、ポップのファン、カントリーのファンや、彼女が昨年から着実に積み上げてきたラスベガスのクラブで彼女を聴くような人々にもふさわしいだろう。従来から根本的に変わったところなどないが、マンネリに陥らず進み続けるのに十分な出来である。」と述べた。
『キャッシュボックス』誌は、「オリビア・ニュートン＝ジョンを無数の歌手たちの中で際立たせているのは、彼女が醸し出す無垢さである。彼女の繊細な歌声は、まるで瞳に星が宿るような驚きであり、『クリアリー・ラブ』を悦びそのものとする魔法である。オリヴィアの、アップビートなレイドバックへの展開への試みは、コントロールされた計画的なものであり、表現全体の親しみやすさによって活かされている。
オールミュージック (Allmusic) は、賛否の混じるアルバムへの評価をしており、「このアルバムのカバー曲の選択は本当に奇妙である」としつつ、「ここでの珠玉曲は、いつものオリヴィア・ニュートン＝ジョンの定番のサウンドのように響く。「スロウ・ダウン・ジャクスン (Slow Down Jackson)」は「そよ風の誘惑 (Have You Never Been Mellow)」同様に明るく美しいし、「愛らしい嘘 (Crying Laughing Loving Lying)」、息を呑むようなタイトル曲「クリアリー・ラヴ (Clearly Love)」、さらに、ヒット曲ももちろん入っている。... とても楽しく、当たり障りのない、聴く者を良い気分にできる『クリアリー・ラブ』は、ニュートン＝ジョンのレコードを集めているならコレクションに加える素敵な1枚である」とも述べている。

## トラックリスト
| #  | タイトル                                           | 作詞                                                                      | 作曲・編曲                                                                | 時間 |
| -- | -------------------------------------------------- | ------------------------------------------------------------------------- | ------------------------------------------------------------------------- | ---- |
| 1. | 「秋風のバラード / Something Better to Do」        | ジョン・ファーラー                                                        | ジョン・ファーラー                                                        | 3:16 |
| 2. | 「愛しあってた二人 / Lovers」                      | ミッキー・ニューベリー （ 英語版 ）                                       | ミッキー・ニューベリー （ 英語版 ）                                       | 2:40 |
| 3. | 「スロウ・ダウン・ジャクスン / Slow Down Jackson」 | ミシェル・ブラウアマン （ 英語版 ） カレン・ゴットリープ (Karen Gottlieb) | ミシェル・ブラウアマン （ 英語版 ） カレン・ゴットリープ (Karen Gottlieb) | 3:05 |
| 4. | 「ヒーズ・マイ・ロック / He's My Rock」            | シャロン・K・ドビンス (Sharon K. Dobbins)                                 | シャロン・K・ドビンス (Sharon K. Dobbins)                                 | 2:17 |
| 5. | 「夢のかなたへ / Sail into Tomorrow」              | ジョン・ファーラー                                                        | ジョン・ファーラー                                                        | 3:40 |

| #   | タイトル                                                       | 作詞                                                                      | 作曲・編曲                                                                | 時間 |
| --- | -------------------------------------------------------------- | ------------------------------------------------------------------------- | ------------------------------------------------------------------------- | ---- |
| 6.  | 「愛らしい嘘 / Crying, Laughing, Loving, Lying」               | ラビ・シフリ （ 英語版 ）                                                 | ラビ・シフリ （ 英語版 ）                                                 | 3:00 |
| 7.  | 「クリアリー・ラヴ / Clearly Love」                            | ダイアン・バーグランド (Diane Berglund) ジム・フィリップス (Jim Phillips) | ダイアン・バーグランド (Diane Berglund) ジム・フィリップス (Jim Phillips) | 2:19 |
| 8.  | 「レット・イット・シャイン / Let It Shine」                    | リンダ・ハーグローヴ                                                      | リンダ・ハーグローヴ                                                      | 2:26 |
| 9.  | 「サマータイム・ブルース / Summertime Blues」                  | エディ・コクラン ジェリー・ケイプハート （ 英語版 ）                      | エディ・コクラン ジェリー・ケイプハート （ 英語版 ）                      | 2:11 |
| 10. | 「忘れられた人々 / Just a Lot of Folk (The Marshmallow Song)」 | ダイアン・バーグランド ジム・フィリップス                                 | ダイアン・バーグランド ジム・フィリップス                                 | 2:47 |
| 11. | 「兄弟の誓い / He Ain't Heavy, He's My Brother」               | ボビー・スコット （ 英語版 ） ボブ・ラッセル （ 英語版 ）                 | ボビー・スコット （ 英語版 ） ボブ・ラッセル （ 英語版 ）                 | 3:54 |

| #   | タイトル                                                                            | 作詞 | 作曲・編曲 | 時間 |
| --- | ----------------------------------------------------------------------------------- | ---- | ---------- | ---- |
| 12. | 「秋風のバラード / Something Better to Do」(1976年12月、日本・大阪におけるライブ。) |      |            | 2:55 |
| 13. | 「フェアリー・テイル・ヒーロー / Fairy Tale Hero」(未発表曲。)                      |      |            | 3:07 |

## パーソネル
- オリヴィア・ニュートン＝ジョン – リードボーカル
- グラハム・トッド (Graham Todd) – キーボード：「スロウ・ダウン・ジャクスン」の編曲
- テリー・ブリテン（英語版） – アコースティック・ギター
- ジョン・ファーラー – アコースティック・ギター、エレクトリック・ギター、バッキング・ボーカル、編曲
- B・J・コール（英語版） – スティール・ギター
- キース・ネルソン (Keith Nelson) – 5弦バンジョー
- アラン・ターニー（英語版） – ベース
- デイヴ・オルニー (Dave Olney) – 「サマータイム・ブルース」のベース
- マイク・サムズ (Mike Sammes) – 「サマータイム・ブルース」の低音のボーカル
- ブライアン・ベネット – ドラムス
- ヴィッキ・ブラウン（英語版） – バッキング・ボーカル
- パット・ファーラー（英語版） – バッキング・ボーカル
- マーゴ・ニューマン (Margo Newman) – バッキング・ボーカル
- クレア・トーリー（英語版） – バッキング・ボーカル
- ジョン・フィディ (John Fiddy) – 「スロウ・ダウン・ジャクスン」のオーケストラ編曲

### 制作スタッフ
- ジョン・ファーラー – プロデューサー
- Tony Clark – エンジニア
- Allan Rouse – エンジニア
- Michael Stavroes – ミキシング
- Brian Ingoldsby – マスタリング
- George Osaki – アートディレクター、デザイン
- Charles William Bush – 写真
- Larry Marmorstein – グラフィック

#### スタジオ
- レコーディング - EMIスタジオ（アビー・ロード・スタジオ）（ イギリス ロンドン）
- ミキシング - AIRスタジオ（ イギリス ロンドン）
- マスタリング - MCAレコーディング・スタジオ（ アメリカ合衆国 カリフォルニア州ロサンゼルスノース・ハリウッド（英語版））

## チャート
| チャート（1975年 – 1976年）                  | 最高位 |
| -------------------------------------------- | ------ |
| オーストラリア・アルバム (Kent Music Report) | 50     |
| カナダ (RPM)                                 | 39     |
| 日本・オリコン・アルバム・チャート           | 3      |
| ニュージーランド (RMNZ)                      | 34     |
| US Billboard 200                             | 12     |
| US Top Country Albums (Billboard)            | 6      |
| US キャッシュボックス・トップ・アルバム      | 8      |
| US キャッシュボックス・カントリー・アルバム  | 7      |

| チャート（1976年）                          | 順位 |
| US ビルボード・トップ・カントリー・アルバム | 20   |

## 認証と売上
| 国/地域                    | 認定     | 認定/売上数 |
| -------------------------- | -------- | ----------- |
| カナダ (Music Canada)      | Platinum | 100,000^    |
| Japan (Oricon Charts)      |          | 110,450     |
| アメリカ合衆国 (RIAA)      | Gold     | 500,000^    |
| ^ 認定のみに基づく出荷枚数 |          |             |